# Куандыков, Аутен
Аутен Куандыков (20 января 1932 — 9 апреля 1989) — бригадир колхоза «Звезда коммуны» Чкаловского района Кокчетавской области, Казахская ССР. Герой Социалистического Труда (19.03.1947). Член КПСС с 1961 года.

## Биография
Родился 20 января 1932 года в селе Жаргаин (Жаркайын) Кокчетавского района Казахской АССР (ныне — упразднено, территория Тайыншинского района Северо-Казахстанской области Казахстана. Казах.
В 1944 году окончил Жаргаинскую начальную школу.
Трудовую деятельность начал в июле 1944 года, работая ездовым-табунщиком в местном колхозе «Звезда коммуны» Чкаловского района Кокчетавской областии Казахской ССР (ныне — Тайыншинского района Северо-Казахстанской области, Казахстан). В 1950 году стал животноводом.
В июле 1952 года призван в Советскую Армию. До сентября 1955 года проходил срочную службу рядовым в Дальневосточном военном округе.
Уволившись в запас, вернулся домой и с 1955 года стал трудиться комбайнером, а с 1965 года — трактористом-комбайнером колхоза «Звезда коммуны». В 1961 году вступил в КПСС. За высокие трудовые достижения был награждён в 1967 году своим первым орденом Ленина.
В 1969 году назначен бригадиром по животноводству колхозной молочно-товарной фермы (МТФ) в селе Жаркайын. В течение 23 лет он возглавлял ферму и одновременно садился за штурвал комбайна, добиваясь высоких показателей. Неоднократно был инициатором областного социалистического соревнования за своевременное и качественное проведение хлебоуборочных работ. В 1973 году был награждён орденом Октябрьской Революции, а в 1976 году — вторым орденом Ленина. Неоднократно участвовал в работе Выставки достижений народного хозяйства (ВДНХ) СССР, где отмечался медалями выставочного комитета.
Особо высоких результатов добился в десятой пятилетке (1976—1980). Возглавляемое им уборочно-транспортное звено в составе трёх комбайнов «Нива» за пятилетку намолотило 16 055 тонн зерна, в том числе в 1980 году — 4607 тонн. Бригадиром лично намолочено за пятилетку 5885 тонн зерна, а в 1980 году — 1305 тонн.
Возглавляемый им же коллектив животноводческой фермы обеспечивал систематическое выполнение планов производства молока. В 1980 году его бригадой надоено 488,7 тонны при плане 400 тонн, надой на фуражную корову достиг 2216 килограммов.
Указом Президиума Верховного Совета СССР от 19 февраля 1981 года за выдающиеся успехи, достигнутые в выполнении планов и социалистических обязательств по продаже государству в 1980 году миллиарда пудов зерна и перевыполнении планов десятой пятилетки по производству и закупкам хлеба и других сельскохозяйственных продуктов, Куандыкову Аутену присвоено звание Героя Социалистического Труда с вручением ордена Ленина и золотой медали «Серп и Молот».
Избирался членом Кокчетавского обкома Компартии Казахстана, депутатом Кокчетавского областного, Чкаловского районного, а также сельского Советов депутатов трудящихся (с 1977 года — народных депутатов).
В 1988 году по состоянию здоровья вышел на пенсию. Жил в селе Жаркайын Чкаловского района Кокчетавской области (ныне — Тайыншинского района Северо-Казахстанской области).
Умер 9 апреля 1989 года. Похоронен на кладбище родного села Тайыншинский район Северо-Казахстанская область.

## Награды
- Золотая медаль «Серп и Молот» (8.04.1971);
- орден Ленина (19.04.1967)
- орден Ленина (24.12.1976)
- орден Ленина (19.02.1981)
- орден Октябрьской Революции (06.09.1973)
- Медаль «В ознаменование 100-летия со дня рождения Владимира Ильича Ленина»
- Медаль «За доблестный труд в Великой Отечественной войне 1941—1945 гг.»
- Медаль «За трудовое отличие»
- медалями Выставки достижений народного хозяйства: золотой (1972), серебряной (1976), бронзовой (1966)
- и другими
- Отмечен Почётной Грамотой Президиума Верховного Совета Казахской ССР и дипломами.